# سراشغفت دركي (قيلاب)
سراشغفت درکي (بالفارسية: سراشگفت درکی) هي قرية تقع في قسم قيلاب الريفي، بمقاطعة أنديمشك التابعة لمحافظة خوزستان، إيران. يقدر عدد سكانها بـ 62 نسمة حسب الإحصاء السكاني الذي تمّ في عام 2006.